# Николай Кун
Николай Албертович Кун (на руски: Николай Альбертович Кун; 21 май 1887 – 28 октомври 1940) е руски историк и писател, известен с проучванията си върху гръцката култура.

## Биография
Николай Албертович Кун (1877–1940) е един от най-авторитетните и известни в света историци и популяризатори на античната култура. Завършва историко-филологическия факултет на Московския университет (1903). От 1909 г. започва научната му, преподавателска и популяризаторска дейност като преподавател в редица руски престижни гимназии и университети. Професор е във факултета по обществени науки на Московския университет (1920–1925).
Автор е на книгите „Мохамед и мохамеданството“, „Предшественици на християнството. Източните култове в Римската империя“ и „Първобитната религия“. „Митове на Древна Гърция“ многократно е издавана на много езици. Най-прочутото му дело е книгата „Старогръцки легенди и митове“. Заглавието на тази книга, която според самия Николай Кун е предназначена „главно за ученици и студенти от по-големите класове на средните учебни заведения, както и за всички, които се интересуват от митологията на гърците и римляните“, звучи различно: „Какво древните гърци и римляни са разказвали за своите богове и герои“. Книгата е завършена през май 1914 г. и е издавана два пъти приживе на автора – през 1922 и 1937 г. През 1940 г. Николай Кун подписва предварителното копие на третото издание на книгата. Този път той променя заглавието му на „Легенди и митове на Древна Гърция“. Но така и не вижда книгата публикувана – умира на 28 декември 1940 г. по време на лекция. Оттогава книгата е издавана в милиони екземпляри, но нито едно руско издание не публикува нито портрет, нито биография на автора.